# Yuzawa, Akita
Yuzawa (湯沢市 Yuzawa-shi) là một thành phố thuộc tỉnh Akita, Nhật Bản.